# La Goulafrière
La Goulafrière település Franciaországban, Eure megyében. Lakosainak száma 169 fő (2022. január 1.). La Goulafrière La Folletière-Abenon, La Chapelle-Gauthier, Montreuil-l’Argillé és Saint-Germain-d’Aunay községekkel határos.

## Népesség
A település népességének változása:
| Lakosok száma | 279  | 173  | 158  | 164  | 170  | 165  | 165  | 168  | 170  | 169  |
|               | 1968 | 1982 | 1990 | 2006 | 2013 | 2015 | 2017 | 2019 | 2020 | 2022 |